# Línea Jireček

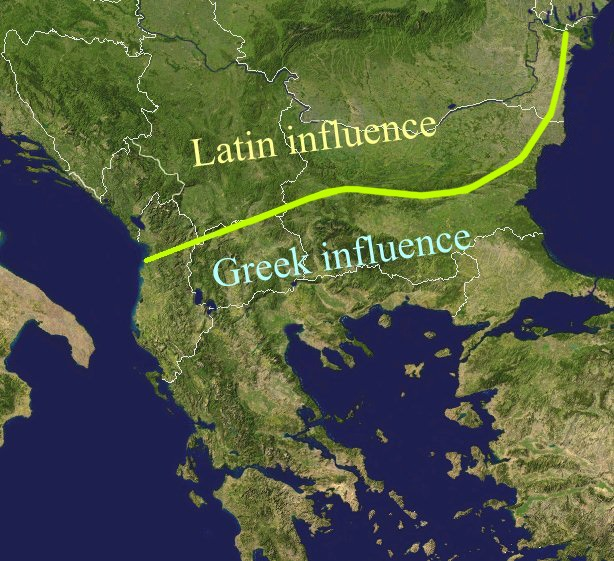
La línea de Jireček.

La Línea de Jireček es una línea imaginaria sobre los antiguos Balcanes que dividía las influencias del latín (en el norte) y el griego (en el sur) hasta el siglo IV. Partiría desde cerca de la ciudad de Laç en la actual Albania hacia Serdica (actual Sofía, en Bulgaria), siguiendo la cordillera Balcánica hasta el mar Negro en Varna.
El trazado de la línea está basado en hallazgos arqueológicos: la mayoría de las inscripciones encontradas al norte de ella estaban escritas en latín, mientras que en las encontradas al sur el idioma predominante es el griego.
Esta línea es importante para establecer el lugar donde los pueblos rumano y arrumano se formaron, ya que se considera bastante improbable que un pueblo latino se formara al sur de ella.
Fue usada originalmente por el historiador checo Konstantin Josef Jireček en 1911 en su Historia de los pueblos eslavos.